# Храм Казанської ікони Божої Матері (Олексіївка)
Храм Казанської ікони Божої Матері — чинна церква, кам'яний православний храм у стилі класицизму. Пам'ятка архітектури місцевого значення кінця ХІХ століття, збудуваний поміщицею Надією Іванівною Олексієнко в селі Олексіївка Павлоградського повіту (тепер Близнюківський район, Харківська область). Парафія належить до Ізюмської єпархії УПЦ (МП).

## Історія та сьогодення
Землевласники Олексієнки жили в Катеринославі (зараз Дніпро) та були дуже заможними людьми. Багато займалася благодійністю. Своїх дітей у Івана Мартиновича і його дружини Надії Іванівни не було, тому чимало грошей вони жертвували на розвиток і утримання навчальних закладів: жіночої гімназії, комерційного училища і товариства піклування про жіночу освіту, а також будівництво дитячої лікарні та ін.
20 листопада 1911 року імператор Микола II за клопотанням Міської думи присвоїв вдові купця Олексієнко — Надії Іванівні, звання Почесної громадянки Катеринослава за пожертвування місту ділянки землі та грошових коштів на благодійні справи.
Село Олексіївка належало їх сімейству, тому і носило, і носить наразі цю назву. Мальовниче село дуже подобалося Надії Іванівні, тому вона приїжджала сюди відпочивати, а також на своїх землях в Олексіївці поміщиця збудувала ремісниче училище, трирічну школу та храм Казанської ікони Божої Матері.
Вважається, що поміщиці дуже подобався один з соборів Дніпра (Катеринослава), тому вона вирішила збудувати такий самий храм у своєму селі.
У 1896 році приїхала вона в село і, перше, що вона зробила — це викопала великі ями для гашення вапна. Вапно гасилося дуже довго, приблизно 10 років. Крім вапна для будівництва потрібні були курячі яйця, які люди кошиками звозили з усієї околиці. Рецепт цього розчину не зберігся, але стіни церкви вистояли, навіть коли у війну по ній влучили два снаряди. В цей же час у глиняній балці посеред села вона збудувала цегляний завод, де робили коричневу цеглу[джерело?].
Спочатку викопали глибокий фундамент. Будівельні матеріали завозили з усіх кінців Росії, і навіть із Європи. Коли будували стіни, то були запрошені найкращі майстри. Ніхто не знав який буде цей храм на вигляд, бо як тільки виклали декілька рядів, то їх засипали землею. Коли добудували церкву, то це була просто величезна гора землі, бугор. Дзвони і купол ставили так: по одну сторону гори стояли воли і коні, а по другу — купол і дзвони. Через бугор перекинули шкіряні мотузки, прив'язали їх до дзвонів і коні тягли їх на дах. Це робилося приблизно місяць. А потім почали розвозити землю від храму на поля.
Урочисто церкву відкрили в листопаді 1915 року на свято Казанської Божої Матері.
У 1917 році купол та східна частина церкви — вівтар, були зруйновані радянською владою, а всі ікони спалені[джерело?]. Довгий час приміщення використовували як зерносховище, потім тут був розміщений клуб[джерело?].
17 жовтня 1995 року в частині приміщення клубу почав діяти храм[джерело?]. Лише у 2004 році приміщення Олексіївського сільського Будинку культури було повністю передано Українській православній церкві Московського патріархату[джерело?]. 22 листопада 2012 року був зведений купол[джерело?].